# Haggai (boek)
Het Bijbelboek Haggai (Hebreeuws: חַגַּי, Ḥaggay of Hag-i: "mijn feestdag") is het tiende van de kleine profeten in de Hebreeuwse Bijbel. Het boek is genoemd naar de hoofdpersoon: de profeet Haggai aan wie de profetieën waaruit het boek bestaat toegeschreven worden.

## Inhoud
Haggai bestaat uit een aantal profetieën waarin de uit de Babylonische ballingschap teruggekeerde Joden worden opgeroepen de herbouw van de tempel te hervatten. Het boek beslaat een periode van slechts drie maanden. De tekst is geschreven als een verslag over het optreden van Haggai gedurende deze tijd door iemand anders.
Volgens de inleiding was Haggai werkzaam in 520 v.Chr., het tweede regeringsjaar van koning Darius, die in 522 v.Chr. de troon van het Perzische Rijk bestijgt. De uit Babylonië teruggekeerde ballingen hadden al zo'n twintig jaar eerder de eerste steen voor de herbouw van de tempel, die in 586 v.Chr. door de Babyloniërs onder leiding van Nebukadnezar II vernietigd werd, gelegd. Maar ze hadden de herbouw nooit afgemaakt.
Het boek Haggai bestaat uit een aantal oproepen van God, via Haggai, aan de Joden, en in het bijzonder hun leiders, de stadhouder Zerubbabel en de hogepriester Jozua, om de herbouw van de tempel te hervatten. De droogte waaronder zij op dat moment te lijden hebben, houdt rechtstreeks verband met het uitblijven van de herbouw. Het is niet zo dat de droogte en de slechte economische omstandigheden, zoals de mensen zelf suggereerden, goede redenen zijn om de herbouw van de tempel uit te stellen. Integendeel, houdt Haggai hen voor: die slechte omstandigheden zijn juist een gevolg van het feit dat de mensen de tempel nog niet afgebouwd hebben, maar ondertussen wel mooie huizen voor zichzelf gebouwd hebben.

## Relaties met andere Bijbelboeken
Aan Haggai's boodschappen wordt gerefereerd in Ezra 5:1 en 6:14. In het Nieuwe Testament wordt eraan gerefereerd in Hebreeën 12:26.